# Parapeito

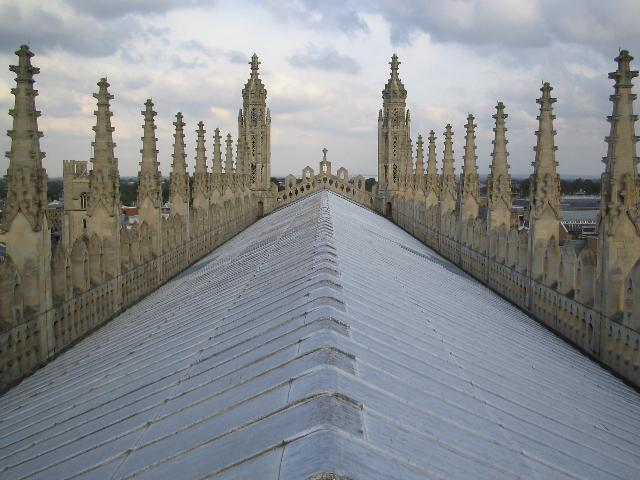
Telhado da capela do King's College Chapel exibe um elaborado parapeito.

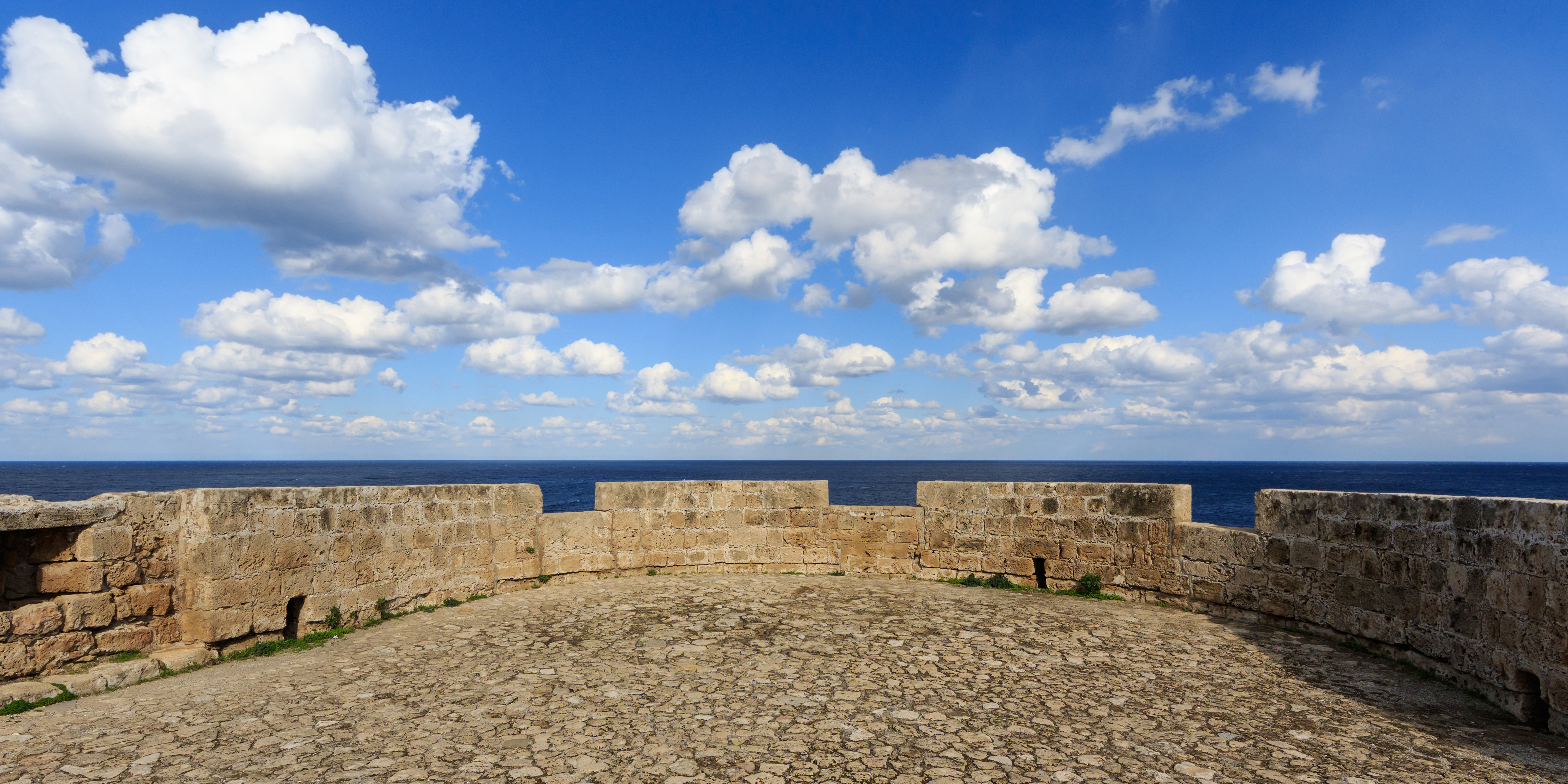
O parapeito do Castelo de Kyrenia, no Chipre.

Parapeito (do italiano parapetto) é uma espécie de parede como barreira, que se ergue até a altura do peito, situado à extremidade de um telhado ou edifício. Pode servir para prevenir quedas não desejadas, e ainda ter funções defensivas, de construção ou estilo arquitetônico.
Também chama-se parapeito ou peitoril à parte inferior das janelas, de madeira ou outro material, onde se debruça. Em linguagem militar, o parapeito é parte superior das trincheiras, que serve para a proteção dos soldados.
A ameia é uma espécie de parapeito de muralhas e castelos.